# Анания Нарекаци
Ана́ния Нарекаци́ (арм. Անանիա Նարեկացի) — армянский философ, богослов, писатель, церковный деятель X века.

## Биография
Был основателем школы при монастыре Нарекаванк в провинции Васпуракан. Особенно поощрял занятие литературой и музыкой. В числе его воспитанников встречаются такие личности как историк Ухтанес и поэт Григор Нарекаци. Позже был обвинен в поддержке еретическово движения тондракийцев. Чтобы отвести от себя обвинения, Анания написал самое известное своё сочинение — «Книга исповедания». Книга долгое время считалась утерянной, однако была найдена и опубликована в 1892 году. Сохранились ещё несколько работ Нарекаци, критикующих тондракийское движение и воспевающих армянскую церковь, а также некоторые его речи.

## Сочинения

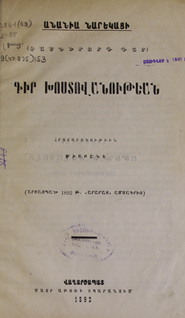
«Книга исповедания», изд. 1892 года

- «Книга исповедания» (арм. «Գիր խոստովանութեան») — анти-тондракийское произведение, написанное по требованию католикоса Анания Мокаци[1][5]. Сохранилось.
- «Слово против тондракийцев» (арм. «Հակաճառութիւն ընդդէմ թոնդրակեցւոց») — другое анти-тондракийское произведение, написанное по требованию католикоса Анании Мокаци. Сочинение не сохранилось, но у Григор Магистроса и Григора Нарекаци встречаются отрывки[3][6].
- «Корень веры» (арм. «Հաւատարմատ») — анти-халкидонское произведение. Не сохранилось. Упоминается Ухтанесом. Написано по просьбе епископа (позже католикоса) Хачика Аршаруни[1][3]
- «О знании гласов» (арм. «Յաղագս գիտութեան ձայնից») — труд посвящён истории музыки и её происхождения[1]
- «О раскрытии чисел» (арм. «Սակս բացայայտութեան թուոց») — обычно считается сочинением Анании Ширакаци, но некоторые учёные приписывают этот труд Анании Нарекаци[7].
- «Панегирик церкви Вагаршапата» (арм. «Ներբողեան ի վերայ եկեղեցւոյ Վաղարշապատայ»)[6] — сохранилось
- «О раскаянии и слезах» (арм. «Յաղագս զղջման և արտասուաց») — сохранилось[8][9]
- «О загробной жизни» (арм. («Վասն անցաւոր աշխարհիս») — сохранилось[8][9]
- сохранились по меньшей мере ещё шесть речей Анании Нарекаци[8][9]